# Celebrity Now - Satira Selvaggia
Celebrity Now - Satira Selvaggia è stato un programma televisivo di cronaca rosa. La prima e unica stagione è andata in onda dal 2 novembre 2012 su Sky Uno, e in replica su Cielo.
Il programma è un magazine settimanale di gossip, satira e costume condotto da Selvaggia Lucarelli con la partecipazione di Petra Loreggian. Si occupa di celebrità italiane e star internazionali, ma anche politici, sportivi, imprenditori ed esponenti dei media.
Oltre alla firma di Selvaggia Lucarelli, che è anche capoprogetto e curatrice di Celebrity Now, il programma si avvale della collaborazione degli autori Sara Casotti, Alessia Fedele, Gianluca Quagliano, Hakim Zejjari e Simone Gerace per la scrittura e la realizzazione dei servizi.
Logo design e Art Direction Alberto Traverso. Scene Gioforma.